# وسائل الإعلام في العراق
صناعة الإعلام في العراق تشمل الطباعة والإذاعة والتلفزيون والإنترنت. وكان العراق أول دولة عربية تبث من محطة تلفزيونية في عام 1954. وأعتباراً من عام 2005، كانت هناك حوالي 80 محطة إذاعية و25 محطة تلفزيونية تبث إلى العراق باللغات العربية والكردية والتركمانية والآرامية الحديثة.

## في العهد العثماني
لم تكن الطباعة معروفة قبل سنة 1856 م إلا ما كان منها على الحجر أو مطبعة الدومنيكان لأغراض الكنيسة وأنشئت مطبعة الولاية ولكن أعمالها كانت مقصورة على المنشورات الرسمية وجريدة الزوراء الحكومية.

## في عهد الحكم الملكي
صدرت أول جريدة عراقية الزوراء وأول اذاعة عراقية كان يلقي بها الملوك الخطابات

## في عهد حكم حزب البعث
تميز حزب البعث بالسياسة القمعية والمعادية للإعلام ومنع انفتاح العراق على العالم والشبكات العالمية إذا كان هناك شبكة أخبار واحدة تسمى «وكالة الأنباء العراقية» وقناة واحدة في التلفزيون العراقي تسمى «قناة الشباب» وتميزت القناة بالسياسة البعثية إذا كانت مخصصة لخطب صدام حسين والاغاني الوطنية وأغاني في مدح صدام حسين.
أطباق الأقمار الصناعية كانت غير قانونية. رغم أنه تم التحايل على هذا القانون من قبل بعض النخبة في بغداد، إلا أن الخوف من تسليم الأطباق أو إكتشافها جعل هذا أمراً غير شائعاً.
تم تكليف وزارة الإعلام بالسيطرة على وسائل الإعلام خلال حكم صدام. وفي ذلك الوقت، كانت هناك خمس صحف يومية فقط مملوكة للدولة، وقناة تلفزيونية حكومية واحدة، وأربع محطات إذاعية. وكانت جميعها تحت سيطرة الدولة، ولم تكن هناك قوانين لحماية الصحفيين أو العاملين في وسائل الإعلام.

## بعد الاحتلال الأمريكي
انفتح العراق على العالم بعد الاحتلال الأمريكي وتأسست شبكة الإعلام العراقي واصبحت حرية الاعلام مضمونة في الدستور العراقي.

## وصلات خارجية
- شبكة الاعلام العراقي
- هيئة الاعلام العراقي